# Peter J. Uglietto
Peter John Uglietto (24 de septiembre de 1951) es un prelado estadounidense de la Iglesia católica, sirviendo como obispo auxiliar de la Arquidiócesis de Boston y vicario general desde 2010.

## Biografía

### Primeros años y formación
Peter John nació en el 24 de septiembre de 1951, Cambridge, Massachusetts.
Asistió a la Escuela Coral Arquidiocesana de Boston en Cambridge y a la Escuela Secundaria Boston College en Boston antes de ingresar a la Universidad de Boston. Después de graduarse con una licenciatura en Artes de la Universidad de Boston en 1973, ingresó al Seminario de Saint John en Boston y recibió una Maestría en Divinidad en 1977.
Obtuvo una Licenciatura en Sagrada Teología de la Pontificia Universidad Lateranense en el campus de Washington D. C. del Instituto Juan Pablo II.
Recibió una Maestría en Espiritualidad Cristiana de la Universidad de Creighton.

### Sacerdocio
Fue ordenado sacerdote por el cardenal Humberto Medeiros el 21 de mayo de 1977 en la Catedral de la Santa Cruz en Boston.
Después de su ordenación, fue asignado a varias parroquias en el este de Massachusetts durante los siguientes 11 años:
- San Francisco Javier en Weymouth
- San Gregorio en Dorchester
- Santa Margarita de Escocia en Dorchester[3][4]

Durante este período, también se desempeñó como orador de retiro para la Oficina de Desarrollo Espiritual (1979-1988) y director espiritual adjunto en el Seminario St. John (1985-1988). Durante dos años (1986-1988), se desempeñó como coordinador de directores espirituales y retiros con el programa de diaconado. En 1990, comenzó una asignación de tres años como ministro del campus en Regis College en Weston, Massachusetts.
En 2005, comenzó a servir en el Seminario Nacional Papa Juan XXIII en Weston, primero como profesor de teología moral, luego como rector y finalmente como presidente. Permaneció en el seminario hasta 2010.

## Episcopado

### Obispo Auxiliar de Boston
El 30 de junio de 2010, el Papa Benedicto XVI lo nombró obispo titular de Thubursicum y obispo auxiliar de Boston. Fue consagrado el 14 de septiembre de 2010 por el cardenal Sean O'Malley. Como obispo auxiliar, se le asignó la región norte de la arquidiócesis.
Fue nombrado vicario general y moderador de la curia de la arquidiócesis el 3 de febrero de 2014.